# Цар-дуб
50°32′01″ пн. ш. 34°01′43″ сх. д.
 Ботанічна пам'ятка природи «Цар-дуб» — об'єкт природно-заповідного фонду, що був оголошений рішенням Сумського Облвиконкому № 347 28.12.1992 року на землях Липоводолинського лісгоспзагу (Липоводолинське лісництво, квартал 30). Адміністративне розташування — Липоводолинський район, Сумська область, між селами Підставки і Мельники.

## Характеристика
Площа 0,01 га. Об'єкт на момент створення був унікальним дубом, віком до 400 років. 
Уся інформація про створення об'єкту взята із текстів зазначених у статті рішень обласної ради, що надані Державним управлянням екології та природних ресурсів Сумської області Всеукраїнській громадській організації «Національний екологічний центр України».

## Скасування
Станом на 1.01.2016 року об'єкт не міститься в офіційних переліках територій та об'єктів природно-заповідного фонду, оприлюднених на Єдиному державному вебпорталі відкритих даних http://data.gov.ua/ [Архівовано 4 травня 2016 у Wayback Machine.]. Проте ні в Міністерстві екології та природних ресурсів України, ні у Департаменті екології та природних ресурсів Сумської обласної державної адміністрації відсутня інформація про те, коли і яким саме рішенням було скасовано даний об'єкт природно-заповідного фонду. Таким чином, причина та дата скасування на сьогодні не відома.